# Paolo Borsellino

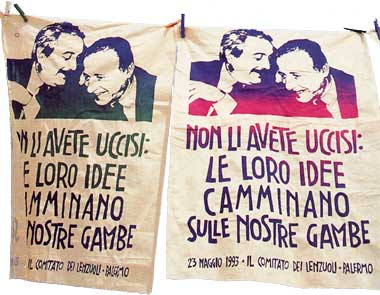
Fulletons en solidaritat amb Giovanni Falcone i Paolo Borsellino.

Paolo Borsellino (Palerm, Itàlia, 19 de gener de 1940 - Palerm, Itàlia, 19 de juliol de 1992) fou un jutge italià especialitzat en perseguir els crims de la Cosa Nostra siciliana.
Juntament amb Giovanni Falcone, Paolo Borsellino fou membre del Pool Antimafia, un grup de jutges italians que va investigar la màfia siciliana, i un dels principals magistrats del "maxi-processo", un macroprocés judicial que a mitjans dels anys 80 portà a la presó centenars de persones relacionades amb la màfia.
El jutge Borsellino, juntament amb cinc escortes, fou assassinat per una gran càrrega de dinamita al carrer D'Amelio, al centre de Palerm, i al costat de casa de la seva mare. L'atemptat va tenir lloc dos mesos després de la mort del seu col·lega i amic Giovanni Falcone.